# فابریزیو کاسازا
فابریزیو کاسازا (انگلیسی: Fabrizio Casazza؛ زادهٔ ۱۶ سپتامبر ۱۹۷۰) بازیکن فوتبال اهل ایتالیا است.
از باشگاه‌هایی که در آن بازی کرده‌است می‌توان به باشگاه فوتبال هلاس ورونا، باشگاه ورزشی لاتزیو، باشگاه فوتبال تورینو، باشگاه فوتبال ویرتوس انتلا، باشگاه فوتبال اودینزه، باشگاه فوتبال ونتزیا، و باشگاه فوتبال سمپدوریا اشاره کرد.